# الباجو

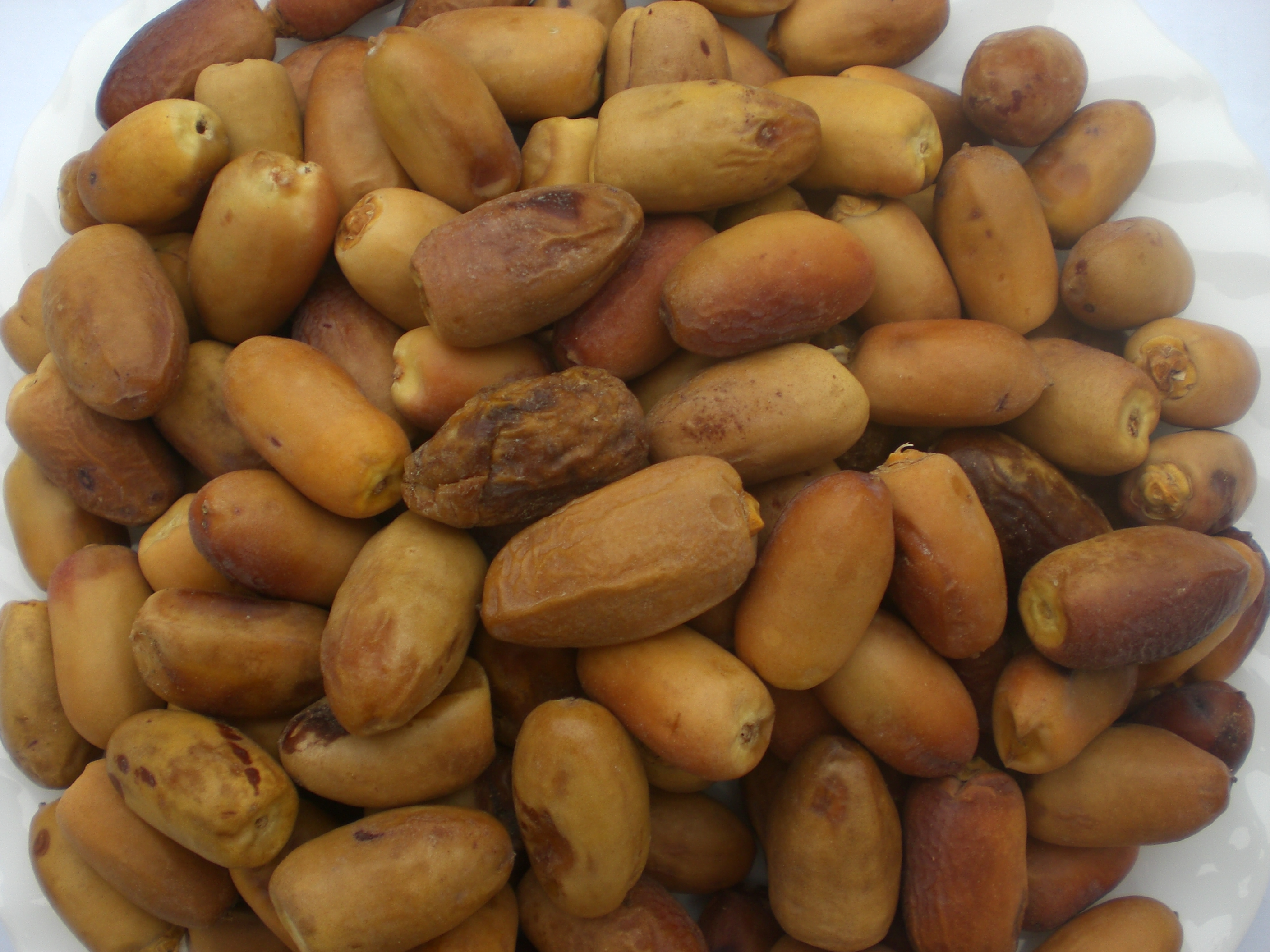
تمر الباجو

الباجو هو أحد أنواع التمور التونسية، وينتج في بلاد الجريد. وهو تمر ذو مذاق لذيذ جدا، وحجم صغير حيث لا يتعدى طول الثمرة 3 سم، كما أنه تمر جاف بحيث يمكن نقله ليروج في الأسواق التونسية خارج مناطق الواحات. ولا يتعدى ثمن تمر الباجو ربع ثمن الدقلة حيث بيع في السوق المركزية بالعاصمة التونسية في أواخر سبتمبر 2008 بدينار واحد للكلغ مقابل ما يقرب من أربعة دنانير للكلغ الواحد من الدقلة.

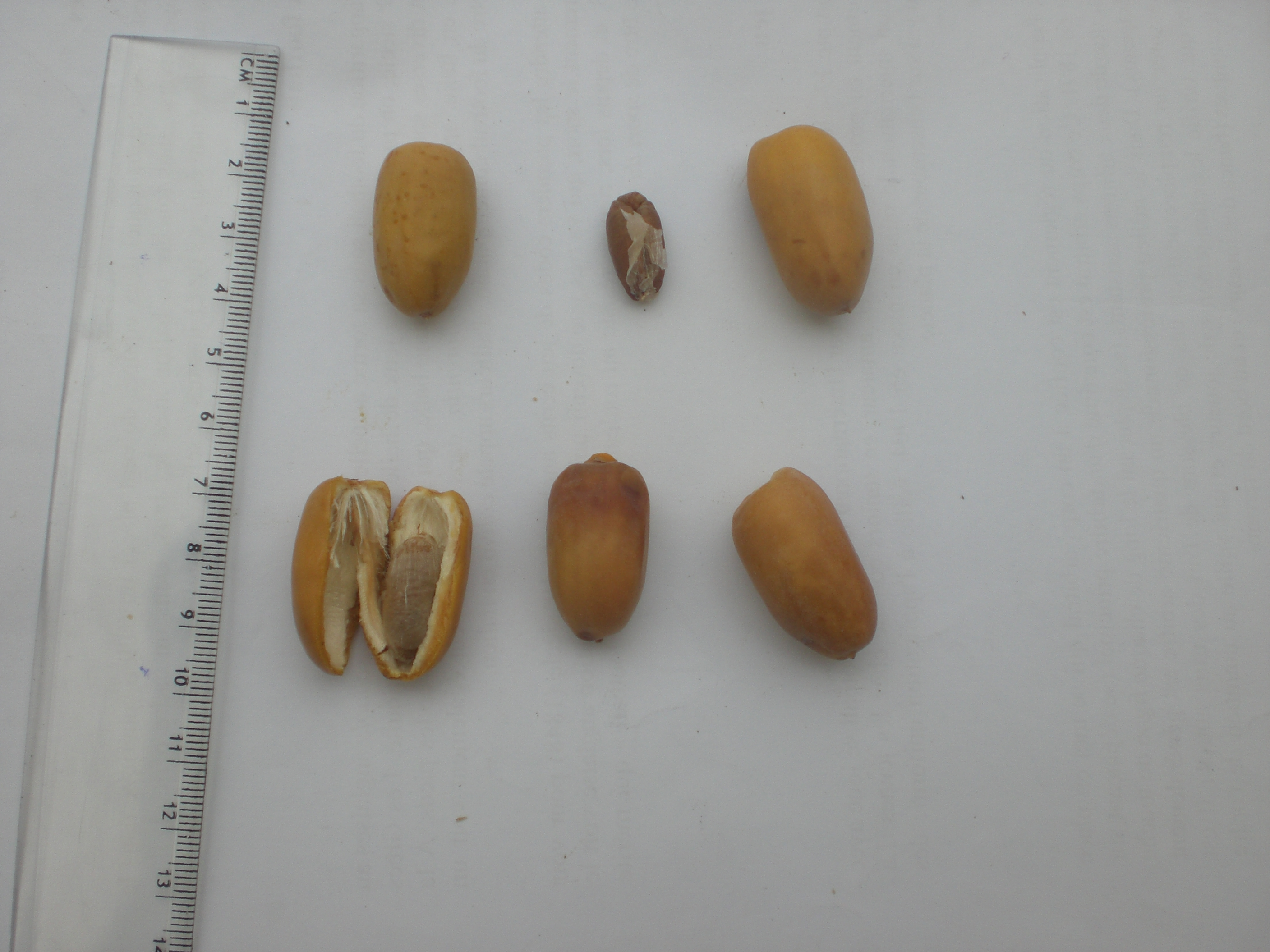
الباجو: تمر ونواة